# بریستول سیکامور
بریستول سیکامور (به انگلیسی: Bristol Sycamore) یک هواگرد ساختِ کارخانهٔ بریستول ایروپلین در کشور بریتانیا است که در سال ۱۹۴۷ ساخته شد. نخستین استفاده‌کنندهٔ این هواپیما نیروی هوایی سلطنتی بریتانیا بوده‌است. این هواگرد برای نخستین بار در ۲۷ ژوئیه ۱۹۴۷ میلادی مورد استفاده قرار گرفت.